# Thothori Nyentsen
Lha Thothori Nyentsen (tib.: tho tho ri gnyan btsan, tibetisch: ཐོ་ཐོ་རི་གཉན་བཙན, andere Schreibungen: Lha tho tho ri Nyantsen, lHa Tho-tho-ri gNyan-btsan) war nach tibetischer Überlieferung der 28. König von Tibet. Die vorangestellte Bezeichnung Lha ist kein Bestandteil des Eigennamens, sondern ein Ehrentitel („der Göttliche“). Die Überlieferung ist legendenhaft, aber Thothori wird auch in einer chinesischen Quelle erwähnt, und die moderne Forschung neigt dazu, ihn für eine historische Persönlichkeit zu halten. Man nimmt heute an, dass er im 5. Jahrhundert lebte; andere Datierungen (Geburt im Jahr 173 oder 254) gelten als unglaubhaft. Er gehörte der Yarlung-Dynastie an, deren Name von der Region Yarlung (Tal des Flusses Yarlung in Südtibet) abgeleitet ist. Dort war das Zentrum seiner Macht, die sich keinesfalls über ganz Tibet erstreckte.
Seine Bekanntheit außerhalb Tibets verdankt Thothori einem Mythos, wonach zu seiner Regierungszeit der Buddhismus erstmals Tibet erreichte. Ein Behälter mit Reliquien und buddhistischen Schriften (darunter insbesondere das Karandavyuha-Sutra) soll vom Himmel aufs Dach des Königspalastes gefallen sein. Dieser Mythos hat möglicherweise einen historischen Hintergrund (Ankunft buddhistischer Missionare), doch blieb dieser erste Kontakt mit dem Buddhismus, falls er überhaupt stattfand, offenbar folgenlos. Erst unter König Songtsen Gampo († 650) konnte sich der Buddhismus am tibetischen Hof etablieren.